# Ypané
Ypané ist eine Stadt und ein Distrikt im Departamento Central 27 km von Asunción entfernt. Sie wurde am 23. März 1538 als Franziskanerreduktion von Domingo Martínez de Irala gegründet. Der Name bezieht sich auf den Bach Ypané, der den Distrikt durchquert. Die Stadt zählt 12.400 Einwohner, der gesamte Distrikt etwa 52.700.
An diesem Ort fand am 6. Dezember 1868 die Schlacht von Ytororó im Tripel-Allianz-Krieg statt. Um eine strategisch wichtige Brücke über den Ytotoró zu besetzen, kämpften rund 4000 paraguayische Soldaten gegen 12000 Mann der gegnerischen Alliierten. Am Ende gewannen die gegnerischen Truppen, die danach bis Villeta vordringen konnten. Unter den Alliierten gab es 1484 Verletzte und 285 Tote, unter den Paraguayern 786 Verletzte und 330 Tote. Zum Gedenken an die blutreiche Schlacht wurde am Ufer des Flusses ein Denkmal errichtet.

## Galerie

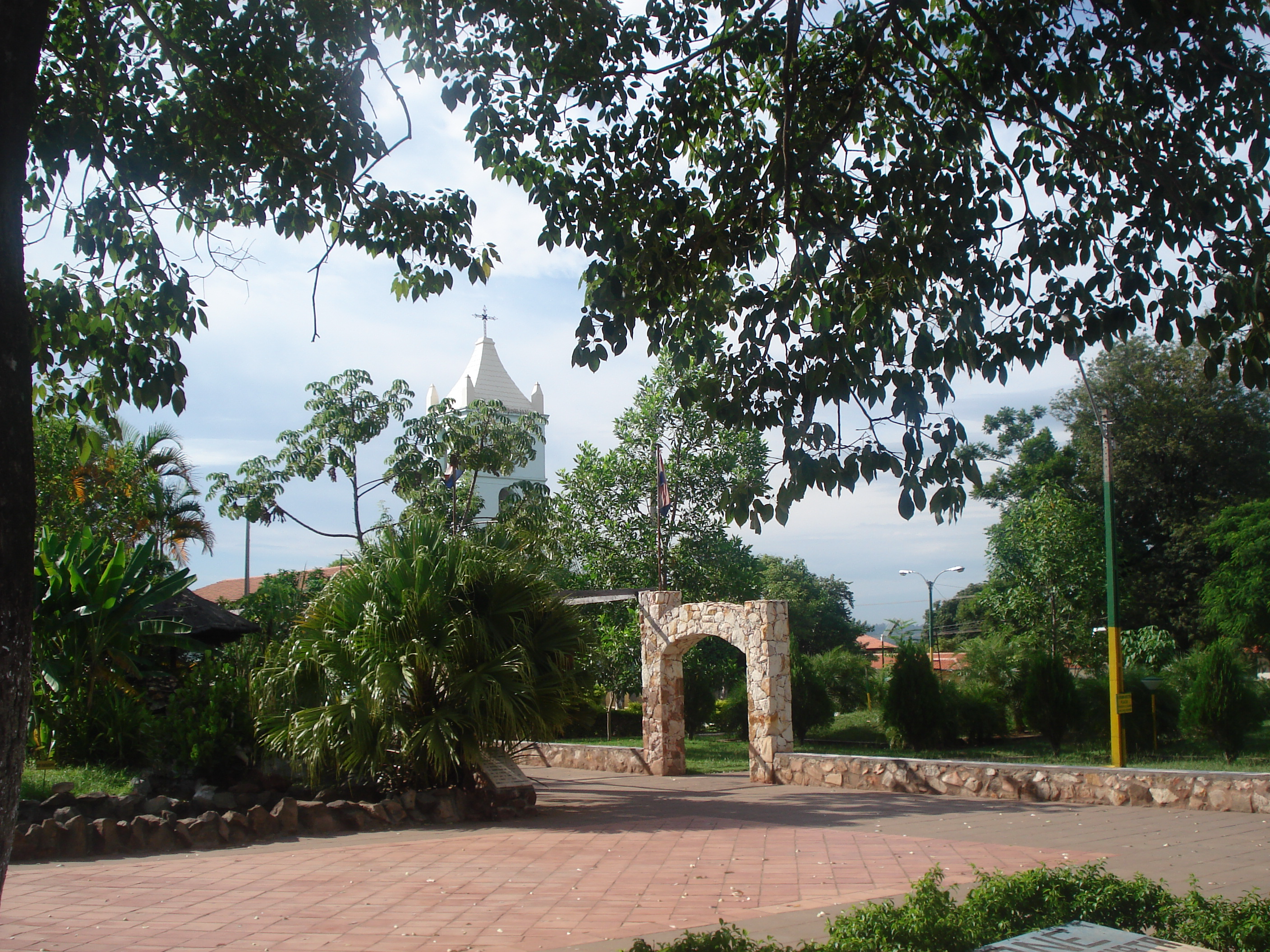
Plaza von Ypané
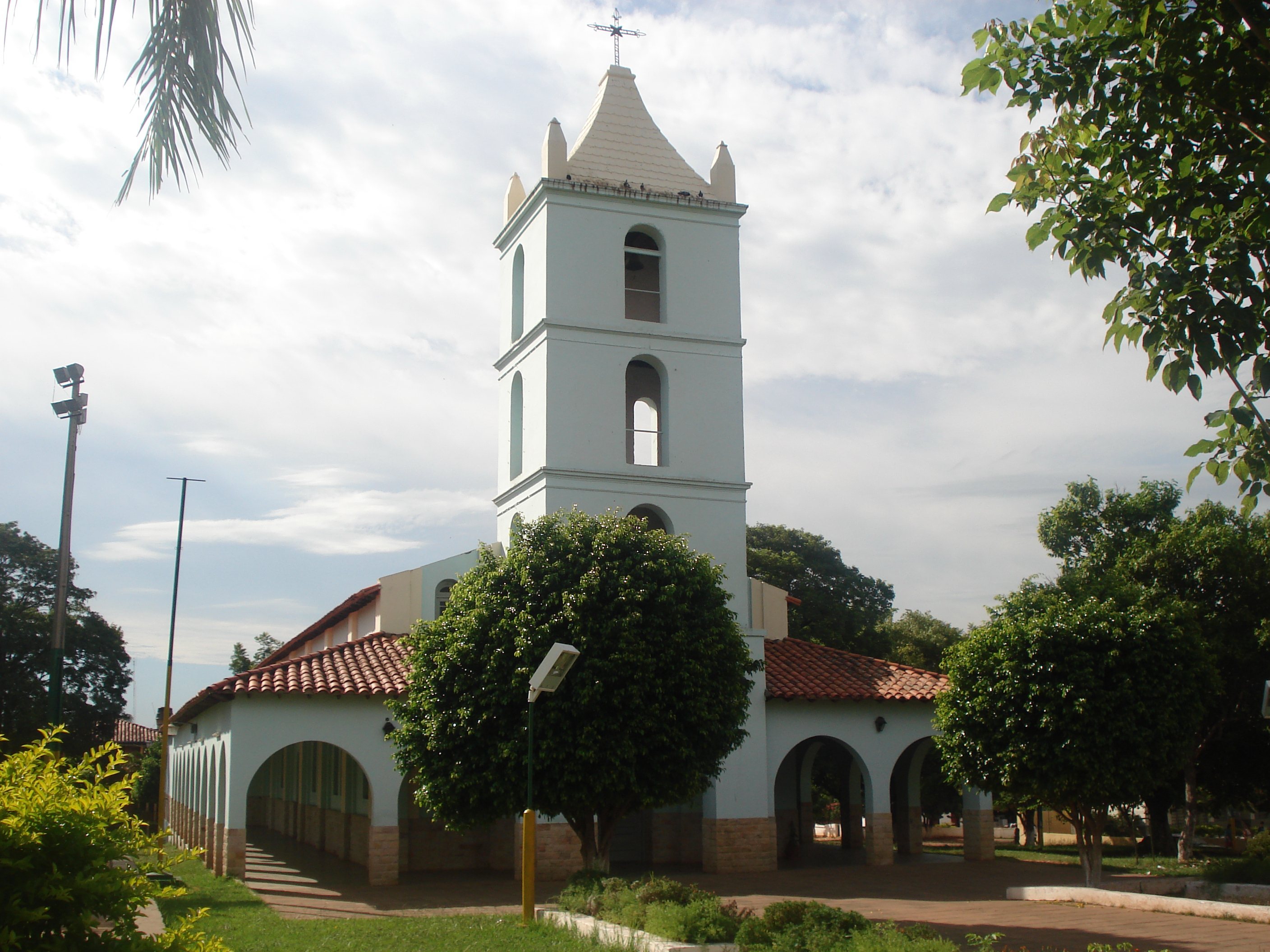
Kirche von Ypané
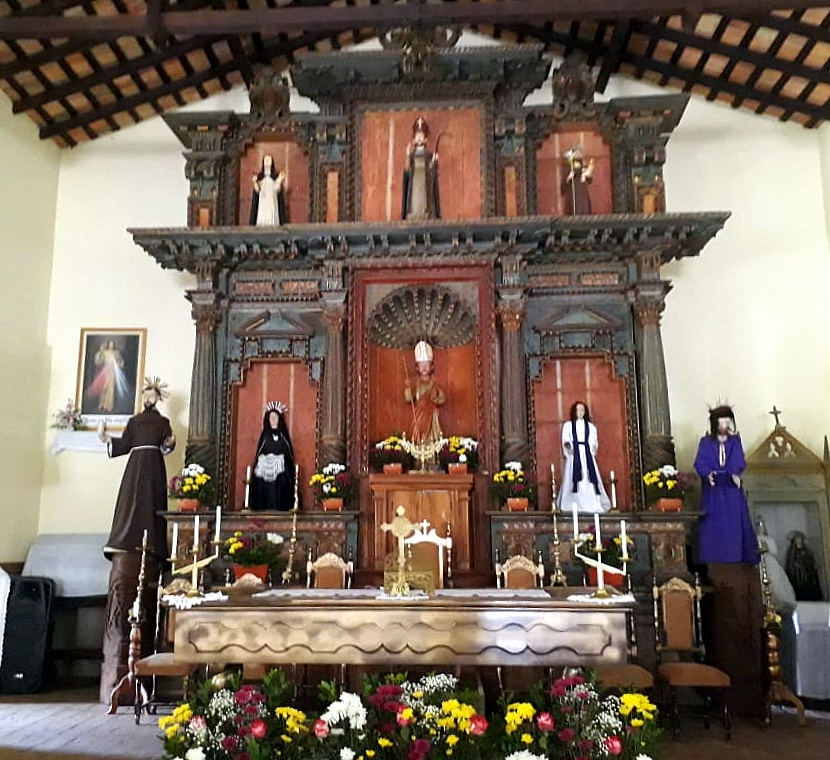
Kirche von Ypané (innen)
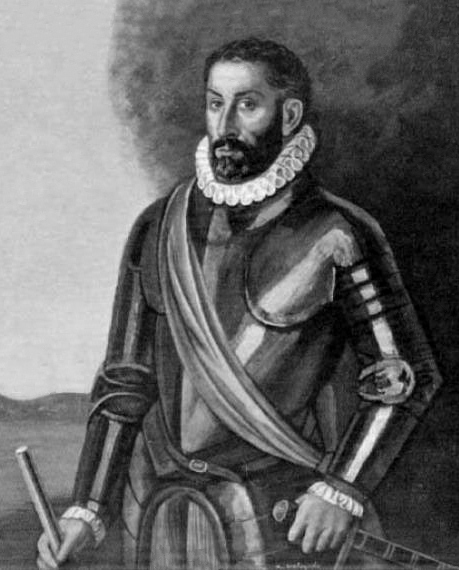
Domingo Martínez de Irala
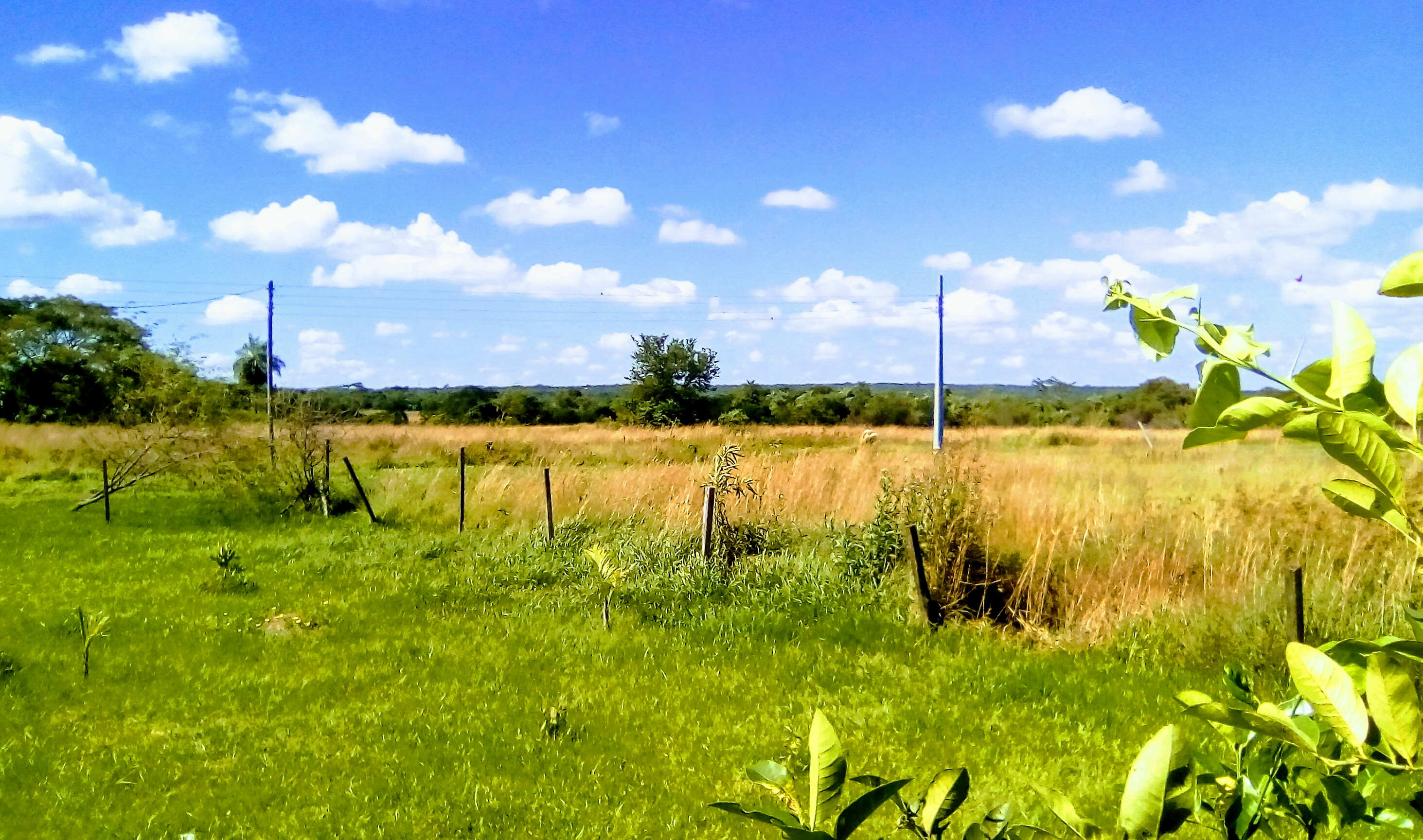
Am Stadtrand von Ypané